# Hípia
Híppia i Hippi (Hippia i Hippus,  (Ἱππία i Ἵππιος, o Ἵππειος), són les deïtats gregues equivalents en llatí a Equester i Equestris i fou el sobrenom de diverses divinitats incloent Hera, la dona de Zeus, Tegea, Olímpia i Posidó, i a Roma de Fortuna i de Venus. L'activitat hípica deriva d'aquestes deïtats.